# Waldemar Baliński
Waldemar Baliński (ur. 1945 w Będzinie) – polski prawnik.

## Życiorys
Studiował na Wydziale Prawa i Administracji Uniwersytetu Jagiellońskiego. Pracował w sądach rejonowych w Częstochowie, Oleśnie i Lublińcu. Pełnił funkcję Prezesa Sądu Rejonowego w Oleśnie. Sprawował funkcję prezesa Stowarzyszenia Miłośników Olesna. Publikował w prasie prawniczej, regionalnej oraz miesięczniku Notariatu Polskiego "Rejent", magazynie prawniczym "Jurysta" i miesięczniku "Prokuratura i Prawo". W 1984 r. jako członek zespołu redakcyjnego rocznika "Głos Olesna" otrzymał XII Śląską Nagrodę im. Juliusza Ligonia.

## Publikacje
- 1984: Patroni oleskich ulic
- 1993: Prawo i łacina
- 2000: Kardynał J. M. Lustiger – będzińskie rodowody[3]